# Commune de Muha
Muha est une commune de la province de Bujumbura Mairie au Burundi,.

## Subdivisions
La commune de Muha est subdivisé en trois collines : Kanyosha (partie de Bujumbura Mairie (sv), Kinindo et Musaga (sv).

## Population
En 2021, la localité comptait 285 217 habitants selon Iwaku Burundi